# SR (vrachtwagenmerk)

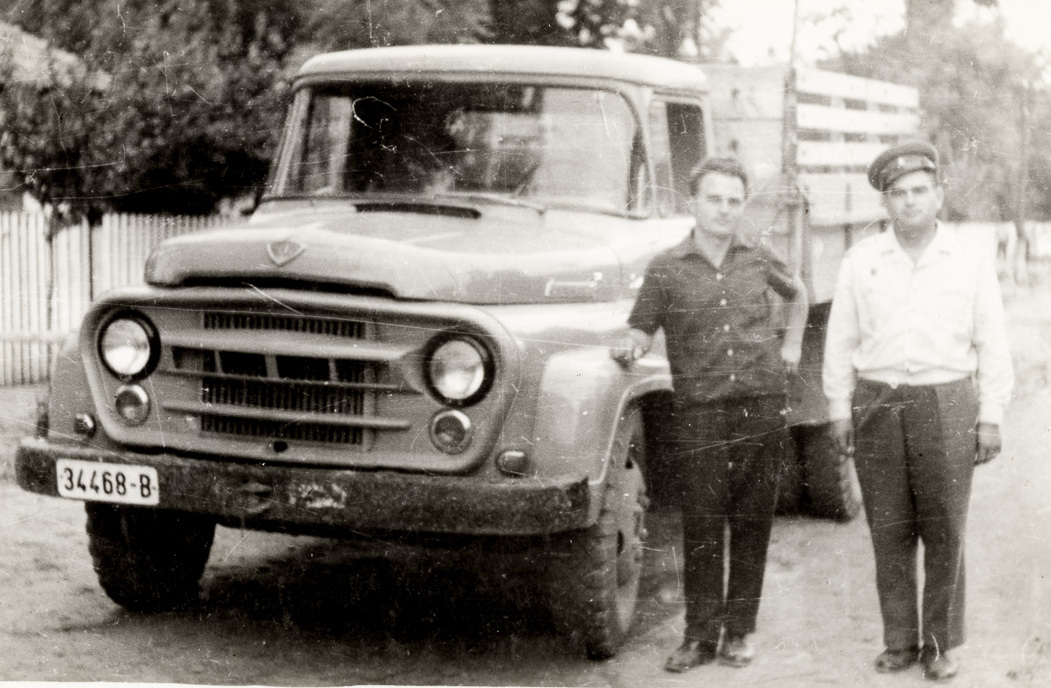
SR 131.

SR is een voormalig vrachtwagenmerk uit Roemenië.
SR is opgericht in 1954 door Autocamione Brasov. Het merk SR is vernoemd naar Steagul Rosu dat de rode vlag betekent. Het merk heeft als embleem op de vrachtwagens de letters AB, de letters SR komen alleen voor in de aanduiding van het type. De merknaam DAC werd vanaf de jaren '70 gebruikt, nadat de V8-benzinemotor door een zescilinder dieselmotor werd vervangen.

## Modellen
- SR101 - bakwagen met 90pk-benzinemotor met een totaal laadvermogen van 4 ton
- SR102 - bakwagen met 90pk-dieselmotor met een totaal laadvermogen van 8 ton